# جون دبليو. كيندال
جون دبليو. كيندال (بالإنجليزية: John W. Kendall)‏ هو محامي وسياسي أمريكي، ولد في 26 يونيو 1834 في مقاطعة مورغان في الولايات المتحدة، وتوفي في 7 مارس 1892. حزبياً، نشط في الحزب الديمقراطي. وقد انتخب عضو مجلس النواب الأمريكي.